# Morte di Socrate
La Morte di Socrate (La Mort de Socrate) è un dipinto a olio su tela (129,5 × 196,2 cm) del pittore francese Jacques-Louis David, realizzato nel 1787 e conservato al Metropolitan Museum of Art di New York.

## Storia

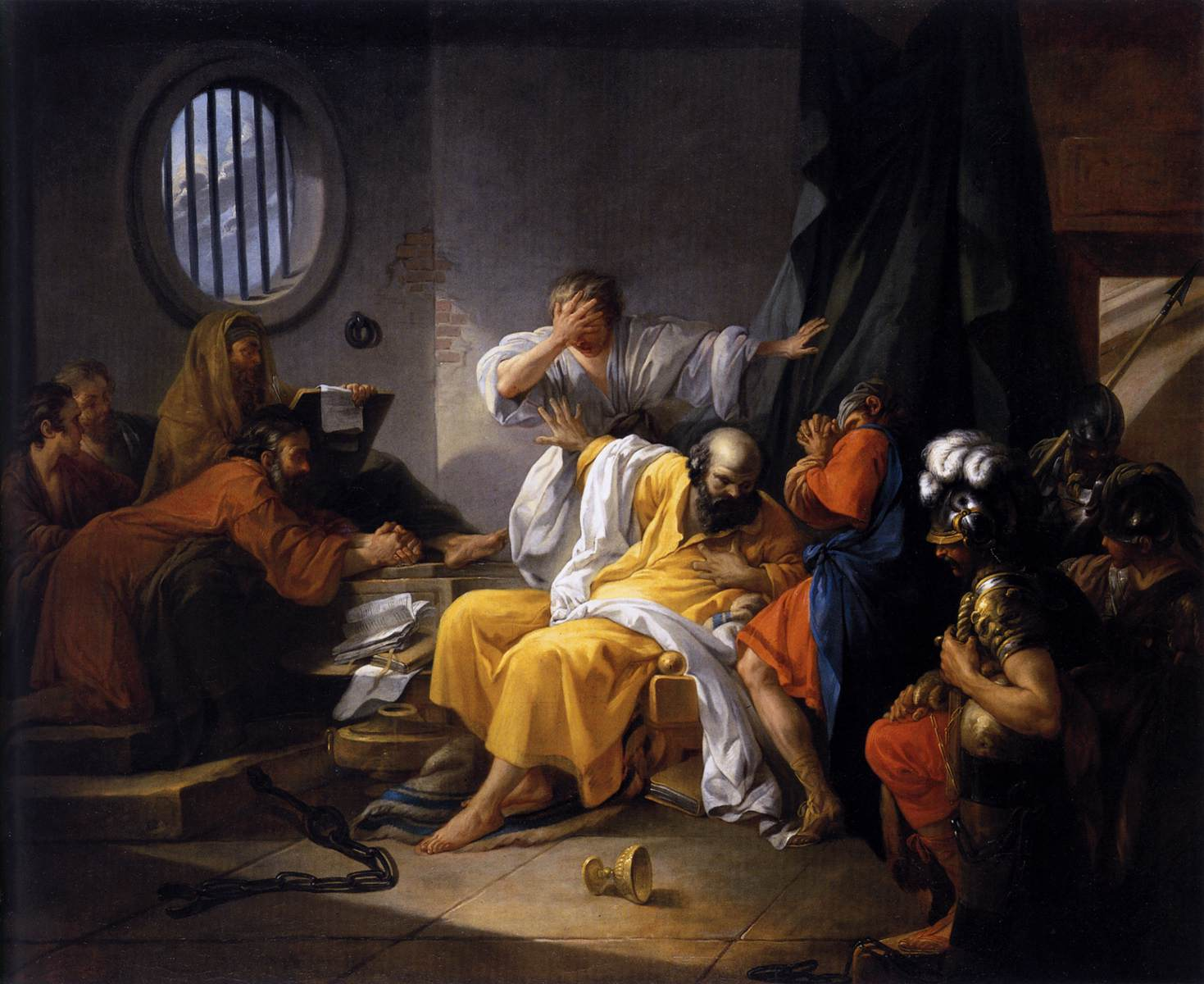
Jacques-Philip-Joseph de Saint-Quentin, La morte di Socrate (1762); olio su tela, 140 x 115 cm, École nationale supérieure des beaux-arts, Parigi

Sussistono alcune controversie riguardo alle origini della Morte di Socrate. Presumibilmente, il dipinto è stato commissionato nel marzo 1786 da Trudaine de la Sablière, il più giovane dell'influente circolo dei Trudaine; a questa tesi, tuttavia, si oppone Philippe Bordes, che ricorda che il disegno preparativo per Socrate risale al 1782. Può darsi, tuttavia, che la commissione del 1786 riguardava un dipinto che David aveva iniziato già nel 1782; a prescindere dall'inizio dell'esecuzione dell'opera, comunque, la Morte di Socrate è stata completata a Parigi nel 1787.
Per conferire verità storica all'opera David consultò il Fedone, dialogo di Platone nel quale si racconta dell'ultimo giorno di vita di Socrate (399 a.C.), trascorso a parlare con i suoi scolari dell'immortalità dell'anima. Ciò malgrado, il dipinto presenta alcune inesattezze rispetto alla storia narrata nel dialogo platonico. Platone, all'epoca un giovinetto, è raffigurato con la barba e appare manifestamente più vecchio di Socrate, benché quest'ultimo fosse suo maestro; c'è poi un altro errore, costituito dalla presenza stessa di Platone, in realtà assente all'ultimo dialogo con il maestro. Analogamente, Socrate è reso con un «fisico giovanile» (per usare le parole di Steven Nash) volutamente idealizzato, tanto che le diverse fonti non lo descrivono muscoloso e bello, bensì talmente di brutto aspetto da somigliare a un sileno.
Significativa fu la consulenza di Père Adry, studioso che malgrado la suddetta difficoltà gli suggerì di includere Platone e di rappresentarlo «immobile», e quella di André Chénier, amico del David conosciuto al circolo del Trudaine, il quale gli suggerì di non raffigurare Socrate mentre regge la coppa di cicuta. Così Charles Blanc nella sua Historie des peintres:
(André Chenier)

## Descrizione
Come suggerito dal titolo, il dipinto raffigura gli ultimi attimi di vita del filosofo greco Socrate. Dal punto di vista giuridico, Socrate fu condannato sotto due capi d'accusa: empietà, in quanto rinnegava gli dei patri, e corruzione dei giovani con le sue idee e la sua filosofia. Per questo motivo, al filosofo venne comminata dall'Areopago la condanna a morte, da esplicarsi mediante la bevuta di un infuso velenoso di cicuta: il dipinto rappresenta proprio l'attimo nel quale Socrate si appresta a consumare la bevanda letale.
Nel dipinto Socrate, con serena imperturbabilità, non bada né alla coppa di cicuta né alla sua fine imminente, trasformando gli ultimi attimi della sua vita in una vera e propria lezione per i suoi allievi. Il filosofo è raffigurato vegliardo, con un corpo muscoloso e scattante, vestito con una veste bianca gettata sulla spalla sinistra e seduto con portamento eretto su un letto al centro della composizione. La mano destra è allungata verso la coppa di cicuta che gli viene porta, ma non l'ha ancora raggiunta: questo gesto sottolinea l'indifferenza alla morte di Socrate, che impegnato in un'esortazione alla virtus, alla libertà e all'autodominio non bada affatto alla coppa di veleno. La mano sinistra, invece, è sollevata verso l'alto additando il cielo, in un gesto che ricorda molto da vicino quello compiuto da Platone nella Scuola di Atene di Raffaello. Si tratta, in realtà, di una somiglianza solo formale: se le figure di Raffaello sono prive di energia, il Socrate davidiano con il suo movimento ascendente si carica di una grandissima dinamicità corporea.
Socrate è inoltre circondato da dodici persone, tra gli allievi e il guardiano: si tratta questo di un dettaglio intessuto di reminiscenze cristiane, in quanto rinvia al numero di apostoli, stabilendo così un indissolubile nesso tra il filosofo e Gesù Cristo. I discepoli di Socrate, sebbene di età differenti (sono presenti sia giovani che uomini più vegliardi), sono tutti sopraffatti dall'afflizione, terrorizzati dal fato che incombe sul maestro. L'uomo che gli porge la coppa di cicuta volge lo sguardo per non guardare; il resto degli allievi o si copre lo sguardo, o guarda il maestro esalare gli ultimi respiri. Nella scena è incluso anche Platone, seduto di spalle al maestro all'estremità sinistra del letto, e immerso silenziosamente in una cogitabonda riflessione.

## Tecnica
Nella Morte di Socrate David impiega il colore in una maniera altamente emozionale. Le tonalità rosse, più tenui sui margini del dipinto, diventano più vibranti man mano che ci si avvicina al centro della composizione, sino a culminare nella veste scarlatta dell'uomo che porge al filosofo la coppa di veleno. Gli unici due uomini che non si disperano, bensì rimangono sereni nonostante la tragicità dell'evento, sono Socrate e Platone: per distinguerli, David tinge le loro vesti di blu e di bianco, in contrasto con le tonalità calde degli altri uomini.
Ultimato il dipinto, David ne attestò la proprietà artistica con una doppia firma: l'una è intera, ed è collocata al di sotto di Critone (l'uomo che si aggrappa alla coscia di Socrate), mentre l'altra consta solo delle iniziali e si trova sotto la figura di Platone. La collocazione delle due firme non è affatto frutto del caso: la prima, infatti, si trova sotto Critone in ragione della somiglianza con l'artista, mentre l'altra è da interpretare come un ringraziamento a Platone, che scrivendo il Fedone ha consentito a David di realizzare l'opera, e generalmente di preservare la scena tramandandola con la sua mediazione letteraria nelle generazioni future.